# بريان بومونت
بريان بومونت (بالإنجليزية: Bryan Alan Beaumont)‏ هو قاضي ومحامي أسترالي، ولد في 29 ديسمبر 1938، وتوفي في 12 يونيو 2005.